# Smrk východní

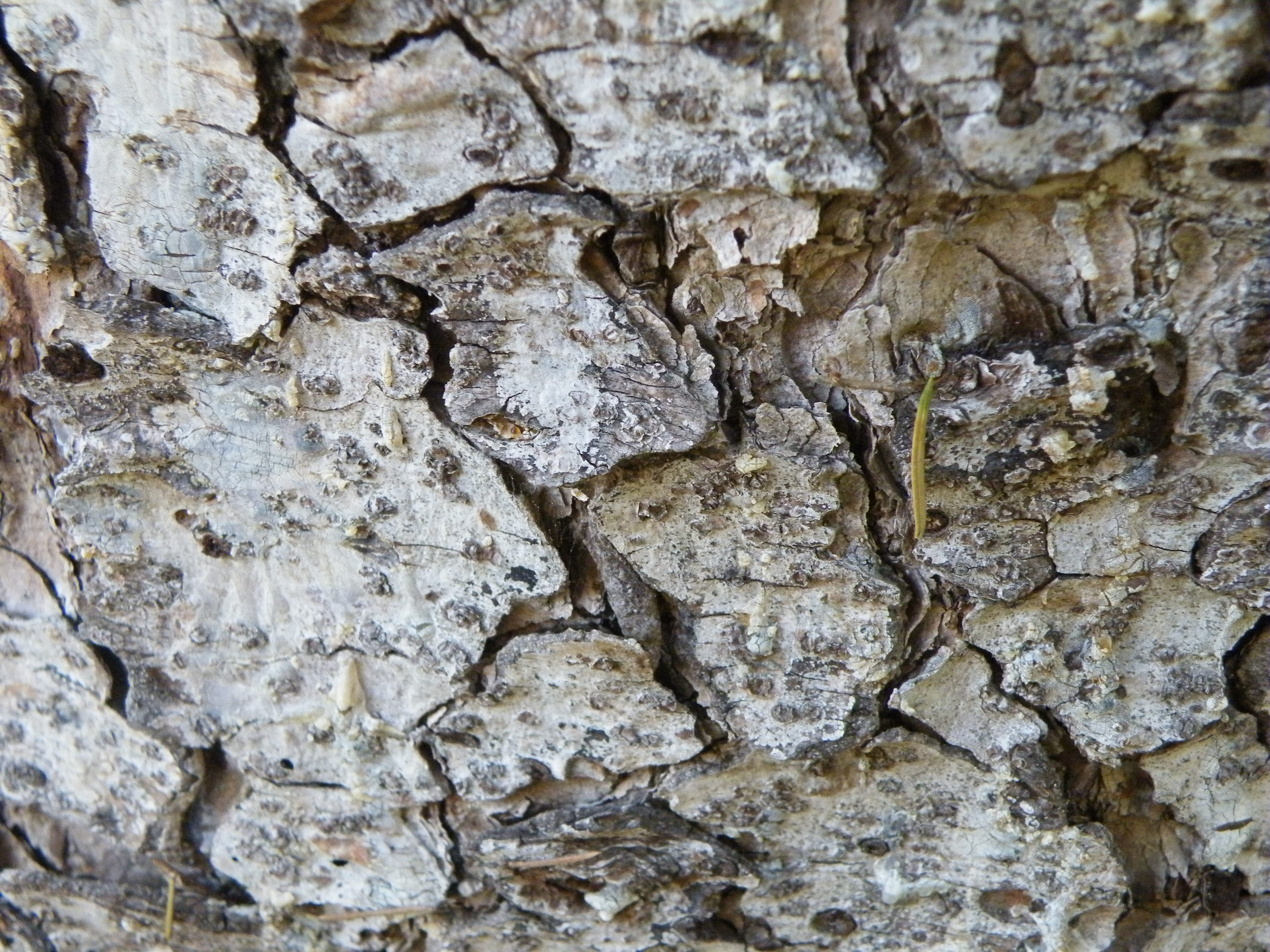
Zbrázděná kůra

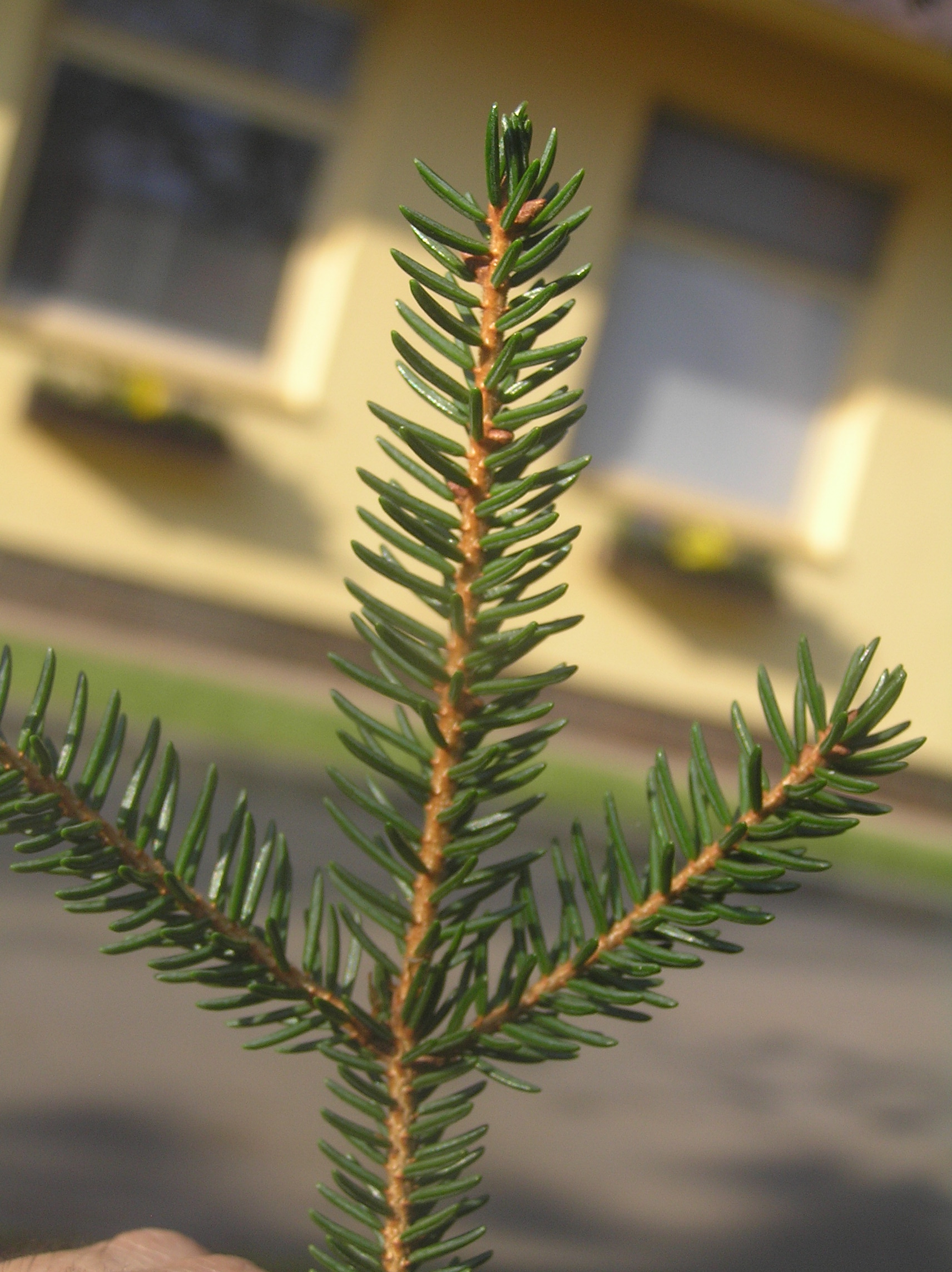
Větévka s jehlicemi

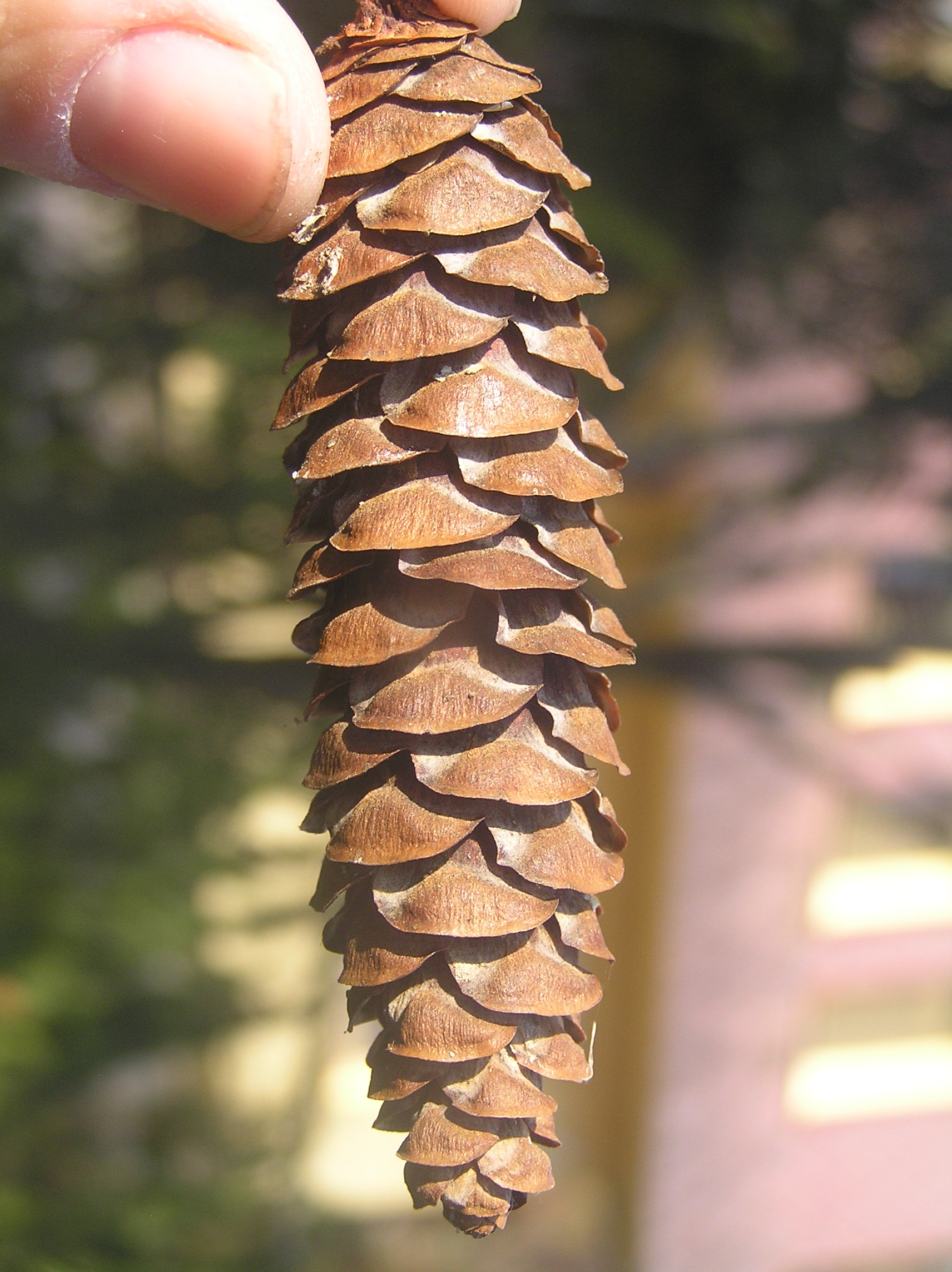
Zralá šiška

Smrk východní (Picea orientalis) je jehličnatý, stálezelený strom vzhledově se na prvý pohled příliš nelišící od smrku ztepilého, nejběžnějšího smrku v přírodě střední Evropy. Jeho původním areálem je Kavkaz, jižní okraj evropského Ruska ke Kavkazu přiléhající a pohoří v severovýchodní část Turecka u Černého moře. Do Evropy byl přivezen v roce 1770 a do české krajiny, kde není původním druhem, byl pro svůj dekorativní vzhled zavlečen s největší pravděpodobnosti v roce 1813. Byl využíván jako exotická, okrasná dřevina s hustým habitem a krátkými jehlicemi a vysazován hlavně v lázeňských lesích a v lesoparcích u panských sídel. V porovnání se smrkem ztepilým roste pomaleji a proto v lesnickém hospodářství nebývá příliš častý. V současnosti je jako exotická dřevina pěstován i v Severní Americe.

## Ekologie
Smrk východní snese velké zastínění, suché stanoviště, horké léto a je běžně odolný proti mrazu do -30 °C, dobře roste i v sevřených lesních porostech, na pH a kvalitu půdy není náročný. Přestože v jeho domovině se vyskytují průměrné roční dešťové srážky v rozsahu od 650 do 2000 mm, bez problémů se přizpůsobuje i klesajícímu objemu srážek a tím i snižující se půdní vlhkosti na nynějších evropských stanovištích. V domovině má optimum růstu v nadmořské výšce 1300 až 1800 m, často se ale roste i ve výšce přes 2100 m, kde vytváří s jedlí kavkazskou a bukem východním horní hranici lesa. Je pouze středně tolerantní ke znečištěnému městskému prostředí a nesnáší zasolení půdy.
Pyl se v samčích šišticích tvoří v dubnu a květnu, semena v šiškách dozrávají během října a listopadu; stromy začíná plodit nejdříve ve věku 25 až 30 let a dožívají se 400 až 450 let. Dřevina je v mládí často poškozována okusem zvěří, později se u ní vyskytují mšice korovnice kavkazská (Dreyfusia nordmannianae) a bývá napadána houbami václavkou smrkovou (Armillaria ostoyae) a popraškou smrkovou (Coniophora puteana). V otevřených větrných polohách trpívá její porost, pro nehluboko sahající kořeny, občasnými vývraty.

## Popis
Jehličnatý strom dorůstající do výšky 25 až 40 m, výjimečně až 60 m, s průměrem kmene 1 až 1,5 m a široce kuželovitou, až k zemi sahající korunou a špičatým vrcholem. Kmen rostoucí z plochého, nehluboko rozloženého kořenového systému má v mládí kůru hladkou a červenohnědou, později jemně rozbrázděnou a hnědou. Větve tmavě zelené koruny rostou v přeslenech a v mládí šikmo odstávají od kmene, na průřezu okrouhlé letorosty jsou lesklé a žlutě šedé až hnědavé a v mládí hustě chlupaté. Pupeny bývají asi 3 mm dlouhé, červenavě hnědé, vejčité, tupě špičaté a nemají pryskyřici. Jehlice jsou dlouhé 5 až 10 mm a široké 1 mm, čtyřhranné, lesklé, tmavě zelené s jednou až čtyřmi řadami bělavých průduchů a jsou hustě nahloučené se svrchní strany větévky, kterou hustě překrývají.
Samčí šištice jsou válcovité, tmavě červené, 1 až 2 cm dlouhé a vyrůstají v úžlabí horních jehlic na starších větvičkách. Samičí jsou zprvu tmavě červené a později purpurově fialové, dlouhé až 3 cm, zpočátku vzpřímené a po opylení svěšené, vyrůstají na konci letorostů. Šišky složené z tvrdých, nehtovitých, světle hnědých šupin jsou dlouhé 5 až 12 cm a široké asi 2,5 cm, nerozpadavé a mnohdy pryskyřičnaté. Semena v nich na podzim uzrávají a počátkem zimy se šišky otevírají a semena uvolňují; šišky následujícím rokem opadají. Semena se žlutohnědým, asi 10 mm dlouhým blanitým křídlem jsou tmavě hnědá a 5 mm velká, při klíčení mívají pět až sedm děložních lístků.
Mimořádně vzrostné exempláře nejsou v České republice příliš časté, v registru AOPK není uveden žádný významný jedinec. Za největší exemplář je považován strom v zámeckém parku v Buchlovicích vysoký 33 m a s obvodem kmene 252 cm (o průměru asi 80 cm). Za nejmohutnější strom rostoucí mimo původní areál je považován jedinec v parku u zámečku Cortachy Castle s obvodem kmene 418 cm a za nejvyšší je považován strom u vesnice Logierait vysoký 40 m, obě místa jsou ve Skotsku ve Velké Británii.

## Rozmnožování
Stromy lze množit vegetativně i pohlavně. Vegetativní množení je mnohem úspěšnější při roubování na podnože vlastní nebo smrku ztepilého, než při snaze zakořenit řízky. Jeho spodní větve však někdy při déletrvajícím styku s půdou samy zakoření. Při množení semeny se sbírají ještě neotevřené šišky počátkem prosince. Klíčivost čerstvých semen je poměrně slabá, bývá asi 50 %.

## Význam
Smrk východní má dřevo světlé žlutohnědé barvy, které je měkké a středně těžké, asi 460 kg/m³, jeho letokruhy jsou úzké a rovnoměrné. V místě hlavního rozšíření, v oblasti Kavkazu, je významnou produkční dřevinou. Je široce využíván pro výrobu nábytku, překližek, pro stavbu domů a dalších lehkých staveb, na obklady, šindele, přepravní bedny a buničinu pro výrobu papíru. Pěstuje se i na vánoční stromky. Pro venkovní použití dřeva je nutná jeho impregnace proti hmyzím i houbovitým škůdcům.
Je vhodnou dřevinou pro dekorativní sadovnictví, kde se prosazuje jako poměrně rychle rostoucí strom s rovným kmenem, ozdobnou, tmavě zelenou korunou a šiškami v době plodnosti. Je vyšlechtěno několik kultivarů, například žlutě rašící 'Aureum' a málo vzrůstný 'Aureospica'.